# Simbologia anarchica
La simbologia anarchica è l'insieme dei simboli rappresentanti l'anarchia.

## A cerchiata
La A cerchiata è certamente il simbolo più famoso di tutto il movimento anarchico. La sua origine simbolica deriva dalla massima di Proudhon: La société cherche l'ordre dans l'anarchie ("La società cerca l'ordine nell'anarchia"), e le due parole Ordine e Anarchia iniziano con O e A in tutte le lingue occidentali. Secondo alcuni storici e parecchi anarchici, la A cerchiata è il simbolo più famoso perché si presta meglio ad essere graffitato sui muri.

## Bandiera nera
La bandiera nera è usualmente considerato il simbolo dell'anarchia.
Tale simbolo si diffuse rapidamente in tutto il mondo.
Se si vanno a cercare le radici storiche della bandiera nera, si deve constatare che la sua origine è piuttosto oscura. Secondo lo storico George Woodcock, la prima volta che la bandiera nera appare pubblicamente è dovuta alla pensatrice anarchica, ed eroina della Comune di Parigi, Louise Michel, che la fece sventolare il 9 marzo 1883 durante le manifestazioni dei disoccupati di Parigi.
Questa tesi è stata storicamente contraddetta da ricerche più recenti, le quali però non riescono a fare piena luce sulla precisa origine della bandiera.

## Bandiera rosso-nera
La bandiera rosso-nera è un simbolo spesso collegato all'anarchia, anche se la bandiera anarchica è semplicemente nera. La bandiera bicolore è divisa in diagonale, ma non sempre allo stesso modo: il nero può trovarsi in basso a destra e il rosso in alto a sinistra, ma non è sempre così. La bandiera bicolore anarchica è spesso divisa anche in orizzontale, e generalmente il rosso sta in alto.
La bandiera rosso-nera è il simbolo per eccellenza dell'anarco-socialismo.
Fu usata già nel 1910 in Spagna dalla CNT, ma la sua invenzione è antecedente già nel 1877 Errico Malatesta e Carlo Cafiero la usarono issandola sul municipio di Letino. Oggi la Bandiera rosso-nera compare sullo sfondo di due radio gemellate: Radio 2000 Blackout di Torino e Radio Canut di Lione.

## Gatto nero
Il gatto nero è utilizzato soprattutto dagli anarco-sindacalisti, consiste in un gatto nero dentro a un cerchio, inventato nel 1905. È oggi utilizzato dall'Unione Sindacale Italiana. In una sua variante è stato utilizzato dal Comitato di Liberazione Animale di Bergamo. È il simbolo di Radio Onda d'Urto, radio antagonista che trasmette in tutto il Nord Italia da Brescia.
"Cane nero" era invece un giornale anarchico attivo dal 1994 al 1997 (http://culturaanarchica.magozine.it/dizionario/cane-nero/)

## Rosa nera
La rosa nera è un simbolo del movimento anarchico raramente utilizzato.
Black Rose Books è il nome di un'importante libreria anarchica a Montréal (Canada) e di un infoshop anarchico a Portland (Oregon), ed è attualmente il nome di una piccola casa editrice diretta dal filosofo anarchico Dimitrios Roussopoulos.
Black Rose era il titolo di un autorevole giornale di idee anarchiche pubblicato nella zona di Boston (Massachusetts) negli anni 1970, così come il nome di una serie di conferenze anarchiche, con relatori anarchici e socialisti libertari (compresi Murray Bookchin e Noam Chomsky) negli anni 1990.

## Altri simboli
Ci sono molti altri simboli, questo è l'elenco con una breve discrezione:
- Croce nera anarchica: utilizzata dall'organizzazione "Anarchist Black Cross" che combatte principalmente per eliminare le prigioni, composto da una croce con un pugno.
- Zoccolo di legno o clog: utilizzata da gruppi spesso ricollegati a sabotaggi sul lavoro.
- Maschera di Guy Fawkes: utilizzata per la prima volta nella graphic novel V for vendetta dal protagonista anarchico V, in seguito è diventata il simbolo dell'organizzazione di hacker denominata Anonymous e della libertà di pensiero. Ad oggi molti manifestanti, soprattutto anarchici e no-global, usano questa maschera durante dimostrazioni e proteste.
- V cerchiata di V per vendetta: analoga origine del precedente simbolo, è il marchio del protagonista del film e della graphic novel (ripresa della classica "A cerchiata"), disegnato spesso in vernice rossa in luoghi di varie proteste, come quelle contro le banche o in Occupy Wall Street.[1]

### Bandiere bipartite
Ogni scuola all'interno del movimento anarchico ha adottato la propria bandiera.
Queste bandiere sono divise diagonalmente in due parti con la metà destra in nero per l'anarchia e la metà di sinistra in un colore che rappresenta le idee di ogni scuola. I modelli di colore sono estesi anche a stelle a cinque punte che rappresentano le stesse scuole.
La bandiera rosso/nera è il simbolo dei movimenti anarco-sindacalisti, anarco-socialisti e anarco-comunisti.
Il nero è il colore tradizionale del movimento anarchico e il rosso è il colore tradizionale del socialismo.
La bandiera rosso/nera unisce i due colori in parti uguali, con una semplice divisione diagonale.
In genere, la sezione rossa si trova in alto a sinistra e quella nera in basso a destra.
Ciò simboleggia la coesistenza di ideali anarchici e socialisti all'interno del movimento anarco-sindacalista, e per simboleggiare le istanze socialiste del movimento rivolte a fine anarchico.
La bandiera oro/nera non è un simbolo propriamente anarchico ma, in subordine al simbolo del dollaro inserito nel cerchio, Æquilibritas, è attualmente usata dagli anarco-capitalisti e da altri, primariamente da gruppi autarchici. L'oro simboleggia l'omonimo metallo, simbolo del capitalismo e della moneta concreta. La bandiera fu spiegata per la prima volta in pubblico in Colorado nel 1963 per un evento organizzato dall'autarchico Robert LeFevre, e successivamente utilizzata in veste anarcocapitalistica.
La bandiera verde/nera è usata dagli anarchici verdi, da gruppi ecologisti, anarcovegan e anarco-primitivisti.
Generalmente simboleggia una visione dell'anarchismo che si concentra sull'autodeterminazione di tutte le forme di vita (animali, esseri umani, bioregioni) e non solo gli esseri umani.
La bandiera viola/nera è usata dal movimento anarco-femminista, così come la bandiera rosa/nera, anche se questa è più strettamente associata all'anarchismo queer.
A differenza delle altre bandiere anarchiche diviso in due, non necessariamente rappresenta un'altra forma di anarchia, ma è usata da movimenti femministi e da gruppi che si oppongono ai modelli gerarchici di eterosessismo, sessismo, transfobia e patriarcato.
La bandiera bianco/nera è usata dagli anarcopacifisti e, in misura minore, dagli anarchici cristiani.
La bipartizione blu/nera ha di recente rappresentato le posizioni dell’anarco-transumanesimo, posizione politica che vede nell’ibridazione umano-macchina il proprio orizzonte di conflitto. Riprendendo il logo del movimento transumanista liberale (una H che sta per ‘human’ e un ‘+’ a volerne significare il rispettivo superamento, gli anarco-transumanisti possono aggiungere al più tradizionale simbolo della ‘A cerchiata’ proprio il simbolo ‘+’.